# Exposition universelle de Barcelone de 1888
 (janvier 2023).
Si vous disposez d'ouvrages ou d'articles de référence ou si vous connaissez des sites web de qualité traitant du thème abordé ici, merci de compléter l'article en donnant les références utiles à sa vérifiabilité et en les liant à la section « Notes et références ».
L'Exposition universelle de 1888 se déroule dans la ville de Barcelone du 8 avril 1888 au 9 décembre 1888 et accueille 400 000 visiteurs.
L'inauguration officielle a lieu le 20 mai 1888 à 16 heures. Elle est présidée par le roi Alphonse XIII d'Espagne alors âgé de 2 ans en la présence de la reine régente Marie-Christine d'Autriche et de la princesse des Asturies Marie de la Mercè d'Espagne, de l'infante Marie Thérèse, du président du conseil des ministres Práxedes Mateo Sagasta, et du maire de Barcelone Francesc Rius i Taulet.

## Contexte historique
En 1888, Barcelone est une ville de 530 000 habitants, la seconde ville d'Espagne sur le plan politique et la première au niveau industriel. L'Espagne vit la période de la restauration des Bourbons. Práxedes Mateo Sagasta gouverne sous la régence de Marie Christine de Habsbourg-Lorraine, mère d'Alphonse XIII et veuve d'Alphonse XII d'Espagne mort trois ans plus tôt.
On considère que l'organisation de l'Exposition universelle de 1888 reflète les bonnes relations entre la monarchie et la bourgeoisie industrielle catalane qui avait appuyé le retour à la monarchie afin d'obtenir une paix sociale favorable au développement économique.
Cette époque marque l'apogée des Expositions universelles dont la première a été inaugurée à Londres en 1851. Ce sont alors des évènements majeurs sur les plans politiques, économiques et sociaux où chaque pays peut exposer ses avancées technologiques, montrer son potentiel économique et industriel. Organiser une telle Exposition est une occasion de développement économique pour la ville qui l'accueille et qui bénéficie d'un grand rayonnement international.

## Origines de l'Exposition
L'idée initiale d'organiser une Exposition universelle à Barcelone revient à l'industriel Eugenio Serrano. Cependant, devant l'impossibilité de celui-ci de mener seul cette entreprise, il se rallie au projet du maire de Barcelone Francesc Rius i Taulet qui s'entoure d'industriels de la ville pour former le « comité des huit » :  Elies Rogent i Amat – maitre d'œuvre -, Lluís Rouvière, Manuel Girona i Agrafel (es) – homme politique et banquier qui finance une partie des travaux - , Manuel Duran i Bas, Josep Ferrer i Vidal (es), Claudi López Bru (en) (Marquès de Comillas) et Carles Pirozzini. L'objectif de ce groupe est de financer et d’organiser une Exposition.

## Le lieu

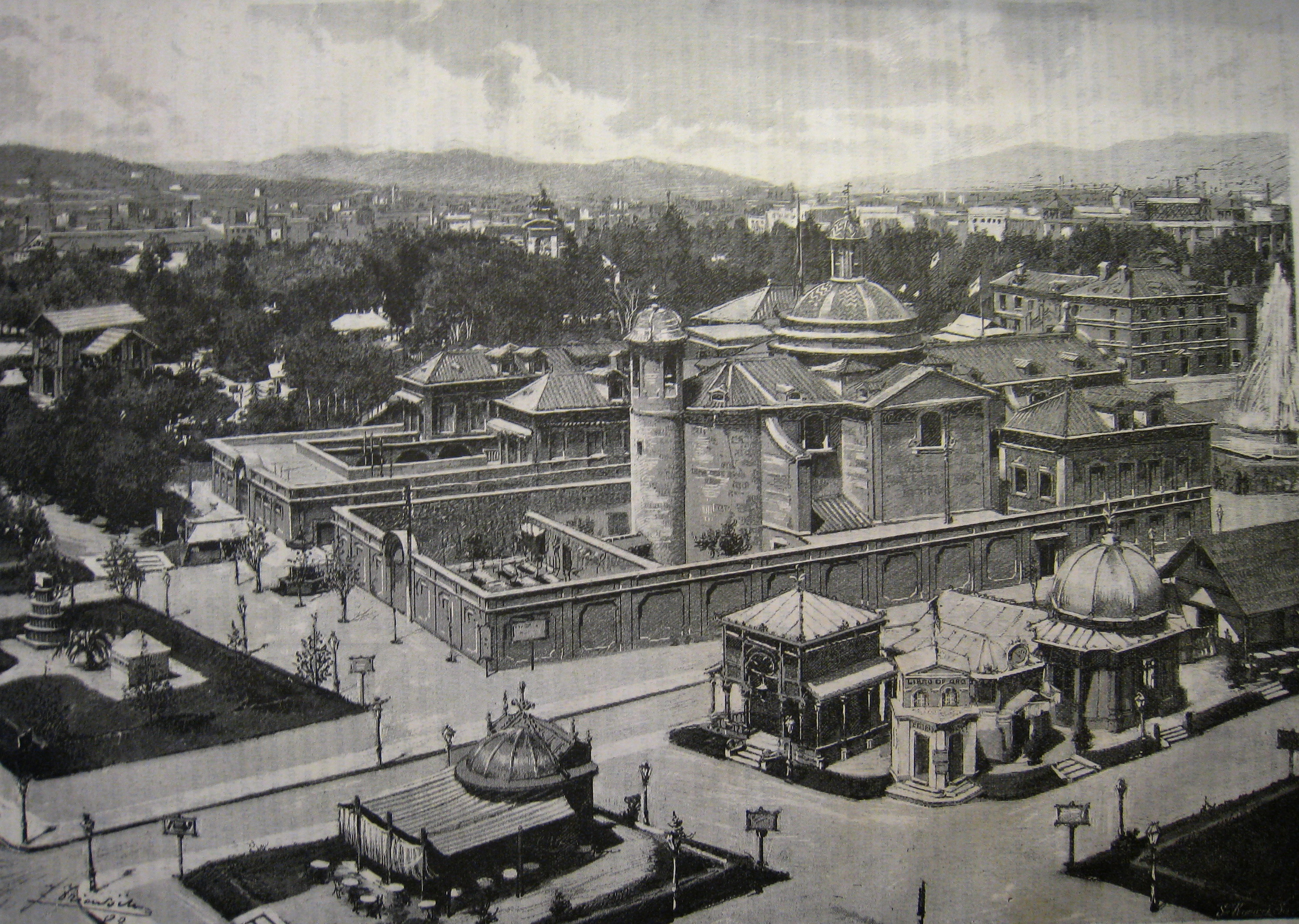
Vue générale des pavillons sur le parc de la Ciutadella.

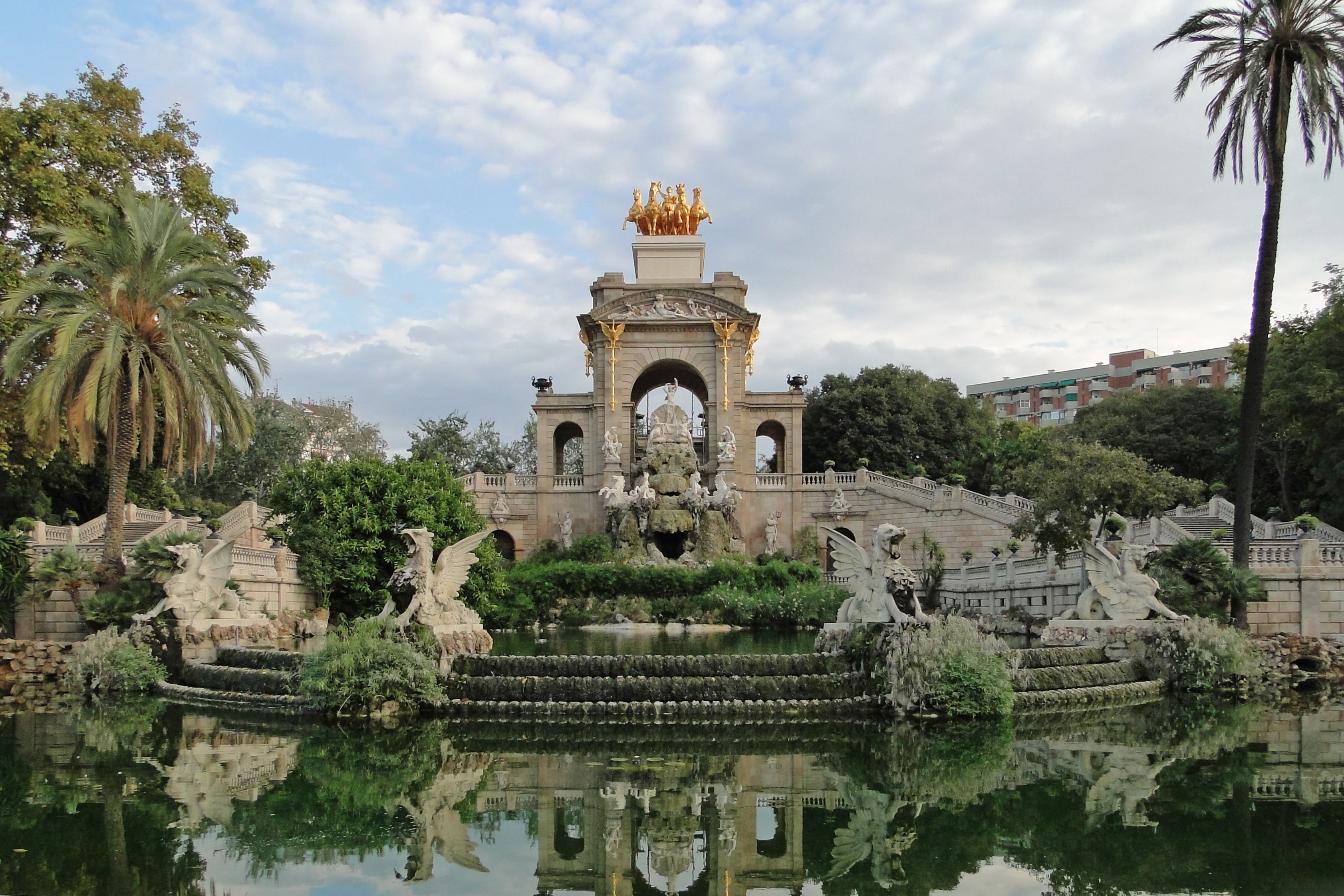
Fontaine du parc de la Ciutadella.

On accède à l'Exposition en descendant le passeig de Sant Joan. La porte est formée par un arc de triomphe construit pour l'occasion par Josep Vilaseca i Casanovas. Au-delà, les 380 000 m2 formés par le parc de la Ciutadella, le jardin zoologique, la gare de France jusqu'à l'Hôpital maritime sur la Barceloneta sont occupés par l'Exposition internationale.
Le quart de cette superficie est consacré à des édifices créés par les architectes les plus prestigieux du moment, et où se déroulent les expositions. Le plus important des bâtiments est le palais de l'industrie de 70 000 m2. Trois édifices militaires de la Ciutadella sont conservés : le palais du gouverneur, l'arsenal et la chapelle. Les trois édifices sont toujours utilisés. Après diverses adaptations, l'arsenal accueille le parlement de Catalogne.
À cause de changements de promoteurs, le temps pour mener à terme les travaux fut très réduit. En conséquence, les efforts furent d'autant plus soutenus et démontrèrent la capacité de gestion. Cependant, certains bâtiments en souffrirent et eurent des durées de vie éphémères. Ainsi, seuls l'arc de triomphe, le château des trois dragons, la zone ombragée et la « galerie des machines » ont survécu.
Si une légende populaire barcelonaise démentie assure que l'ingénieur Gustave Eiffel offrit de construire sa tour à Barcelone pour l'Exposition universelle de 1888, l'ingénieur toulousain J. Lapierre présenta bel et bien une tour en bois de 210 m de haut. Un autre projet de tour fut présenté par l'architecte Pere Falqués. Malgré leur intérêt initial, aucun des deux projets ne vit le jour pour des raisons financières.

## Aménagements dans Barcelone

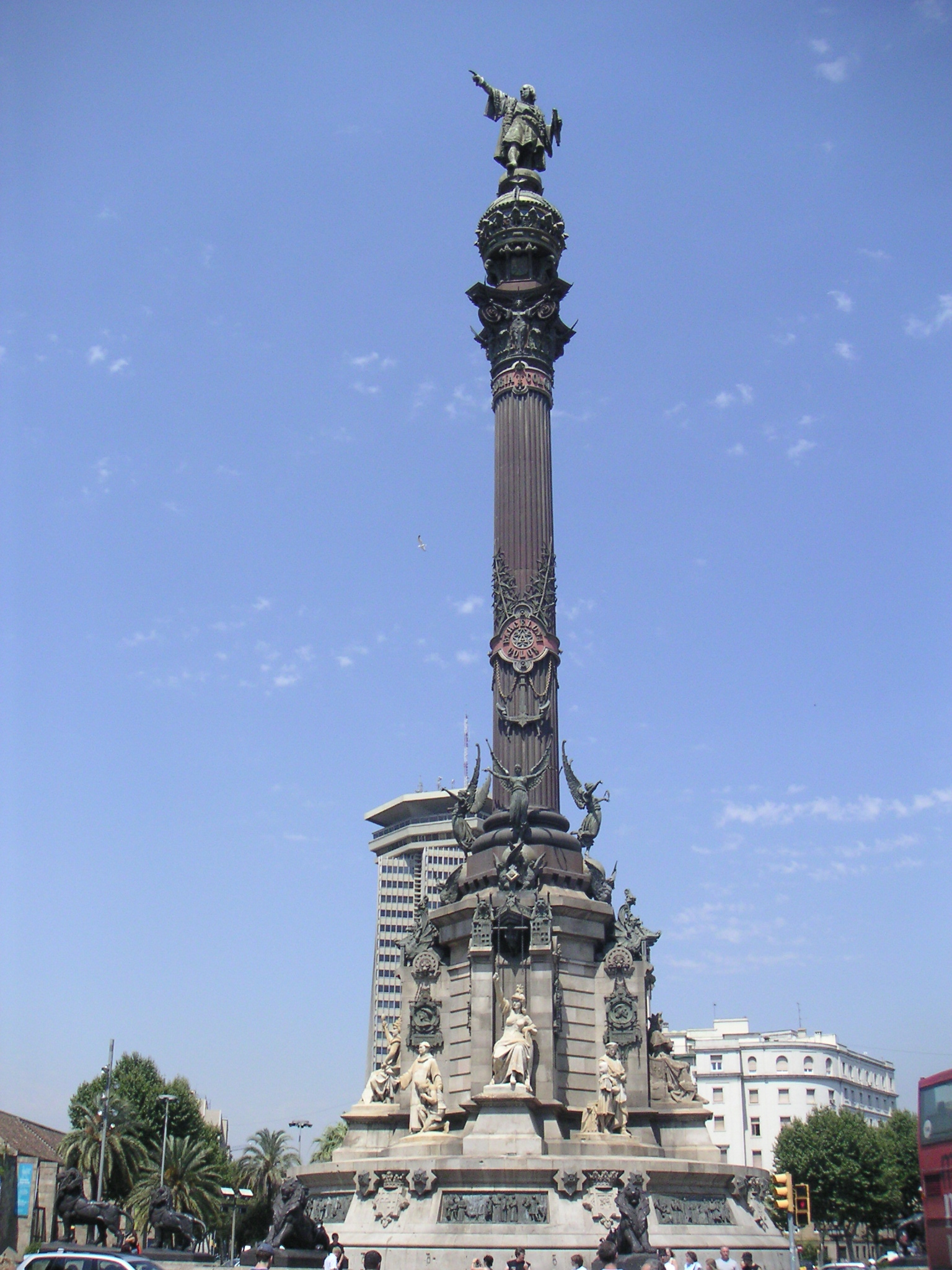
Monument à Christophe Colomb (1888).

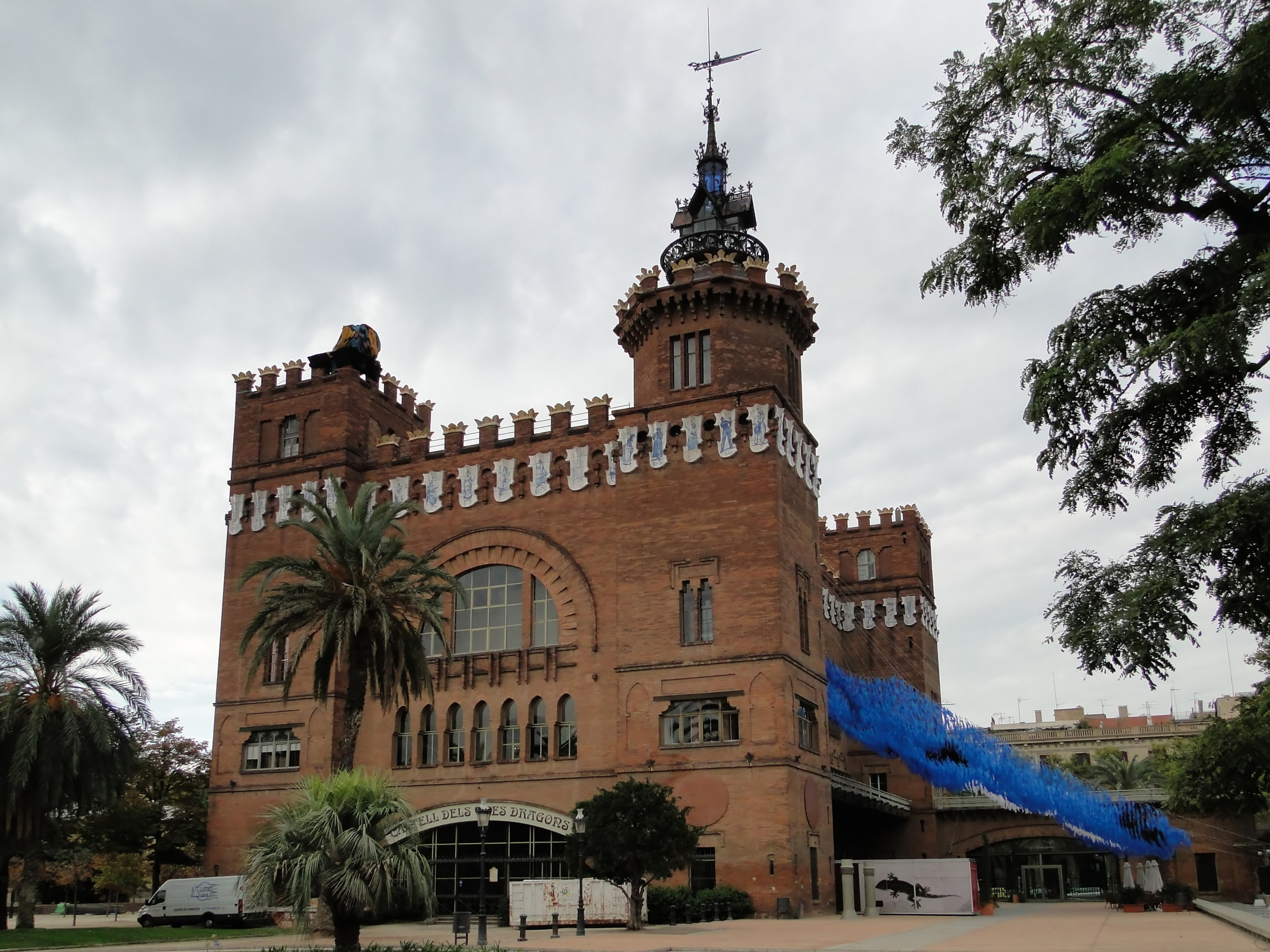
Château des trois dragons.

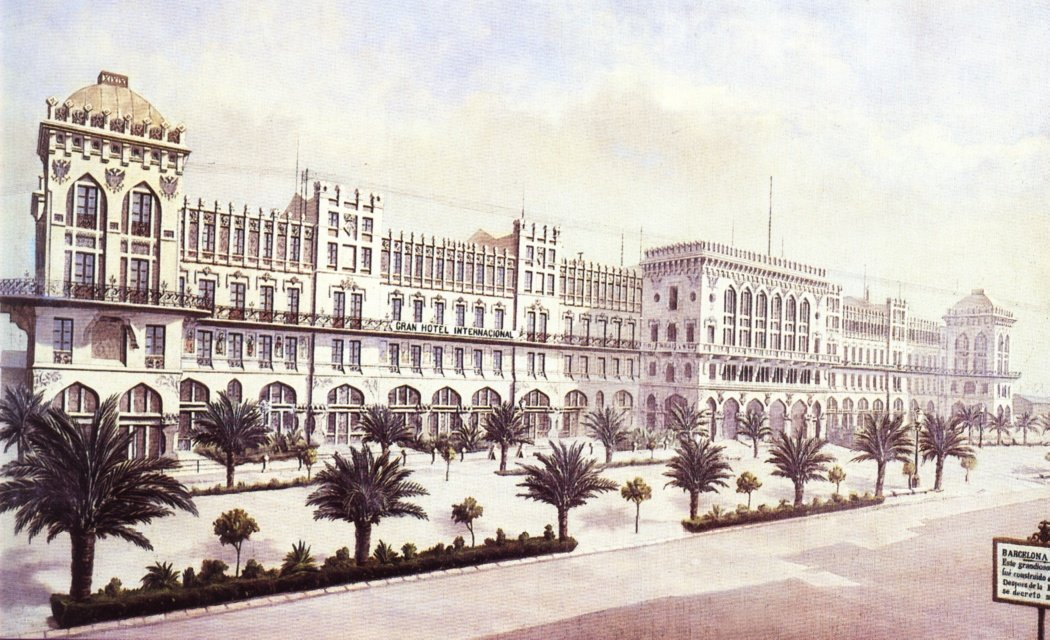
Hôtel International.

Bien que les activités de l'Exposition se soient déroulées à l'intérieur de l'enceinte, l'Exposition contribue à l'amélioration de Barcelone en général. D'une part l'événement permit de terminer les travaux commencés longtemps avant et restés en chantier, et d'autre part l'Exposition fut l'occasion de développer de nouvelles infrastructures et services, à la fois pour améliorer la vie des habitants mais aussi pour donner une image moderne de la ville aux visiteurs de l'Exposition.
Parmi ces travaux, l'urbanisation du parc de la citadelle, lieu où se déroule l'Exposition, fut transformé en parc. C'est désormais le plus grand de la ville. Le quartier de la Ribera attenant bénéficie également de ces urbanisations. La façade maritime profite également de ces travaux avec la construction et l'aménagement du passeig Colomb et la construction d'un nouveau quai : l'actuel moll de la fusta. Le passeig Colomb accueille le 1er juin 1888 la célèbre statue du navigateur qui compte parmi les emblèmes de la ville. En face de la statue, s'installent les premières embarcations destinées aux circuits touristiques maritimes.
Les investissements dans le secteur hôtelier ont pour conséquence la construction de « l'hôtel international » signé par l'architecte Lluís Domènech i Montaner. Il est construit sur un terrain gagné sur la mer dans le temps record de 69 jours. L'édifice temporaire de trois étages pouvait accueillir 2 000 personnes fut détruit après avoir rempli sa fonction.
Le « palais des Beaux-Arts » fut construit par August Font et servit pour inaugurer l'Exposition et recevoir la famille royale. Il servit pour des expositions artistiques des concerts et des évènements culturels d'obédience catalaniste jusqu'à sa fermeture en 1942.
Enfin, l'éclairage électrique fait son apparition dans Barcelone en éclairant la Rambla, le Passeig Colom, la place Sant Jaume et la zone de l'Exposition.

## Conséquences de l'Exposition

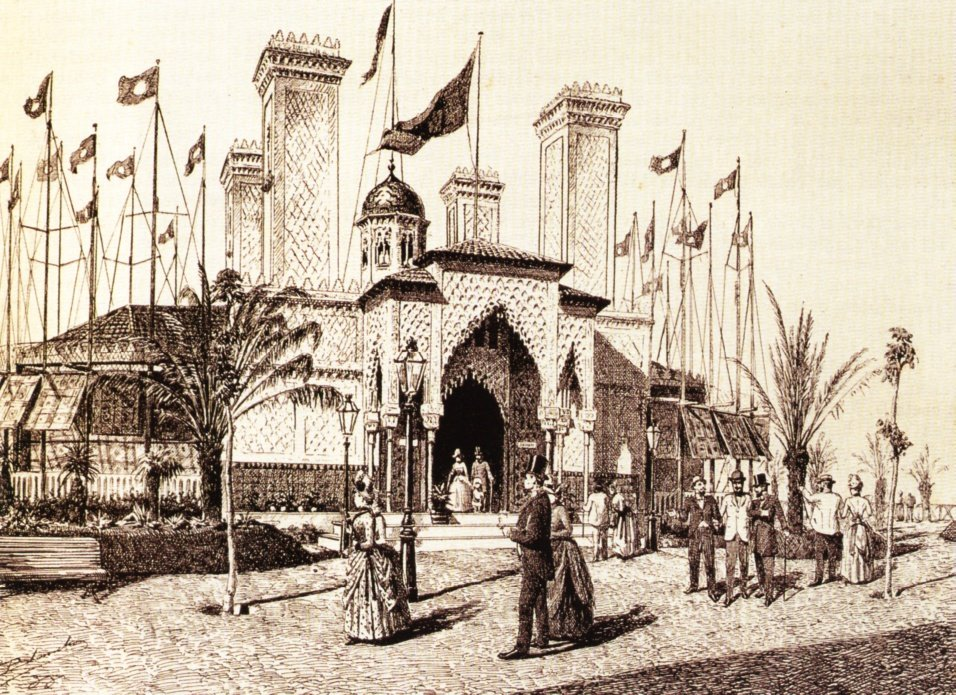
Antoni Gaudí conçoit le pavillon de la Compagnie Transatlantique.

L'Exposition est considérée comme un succès tant par le nombre de visiteurs, par le rayonnement international de la ville que par son rendement économique, malgré un déficit de 6 000 000 de pesetas. De plus, une grande surface de la ville a profité des retombées et a été urbanisée.
L'Exposition qui a lieu lorsque l'économie est en dépression permet de revitaliser le secteur de la construction, le grand nombre de visiteurs génère des recettes importantes.
Économiquement, on considère cette Exposition comme le premier grand pas de l'économie catalane vers son européanisation. Deux ans auparavant, la chambre de commerce, de l'industrie et de navigation de Barcelone avait été fondée avec pour objectifs de veiller aux intérêts des industriels catalans. Celle-ci devait profiter de l'Exposition pour créer un flux commercial avec les pays étrangers, et notamment européens, afin d'ouvrir l'économie catalane alors dépendante uniquement du marché espagnol.
Politiquement, malgré les critiques du prolétariat, des républicains et des catalanistes, l'organisation, le développement et le succès de l'Exposition confirment les bonnes relations entre la bourgeoisie catalane et la monarchie récemment restaurée à Madrid
L'Exposition de 1888 est le premier évènement international organisé par Barcelone. Il entre dans l'histoire comme un modèle de développement qui servit plus tard de modèle pour organiser de nouveaux évènements internationaux tels que l'Exposition internationale de 1929, les Jeux olympiques de 1992 et plus récemment, le forum universel des cultures en 2004.

## Critiques sociales et politiques de l'Exposition

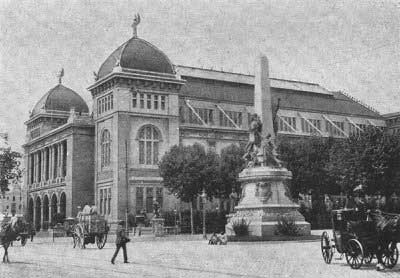
Palais des Beaux-Arts.

Bien que l'Exposition ait été considérée comme un succès, elle n'a pas été exempte de critiques.
L'Exposition provoque une forte inflation dans la ville, selon les médias de l'époque. La hausse des prix provoque une insatisfaction générale.
Des intellectuels, républicains et catalanistes manifestent publiquement contre l'Exposition, considérée comme un pacte entre la bourgeoisie et la monarchie centrale. Ils affirment qu'elle serait préjudiciable aux intérêts de la Catalogne.
Le grand nombre de chantiers dans Barcelone (dans et hors de l'Exposition) mobilisèrent des milliers de travailleurs qui travaillèrent dans des conditions difficiles. Cela alimenta la prise de conscience de politique des travailleurs qui fondèrent, au mois d'aout 1888, un syndicat, l'Union Générale des Travailleurs (UGT). Le Parti Socialiste Ouvrier Espagnol (PSOE) célèbre peu de temps après son premier congrès à Barcelone.
Eduardo Mendoza a écrit La Ville des prodiges (La Ciudad de los prodigios), un roman publié en 1986, et qui prend pour cadre la préparation de cette exposition.